# Museo Arqueológico Weilbauer
El Museo Arqueológico Weilbauer o sencillamente Museo Weilbauer es uno de los museos que funcionan en el Centro Cultural de la PUCE (Pontificia Universidad Católica del Ecuador) junto al Museo Jacinto Jijón y Caamaño. El museo fue fundado en 1988 por el arqueólogo y profesor Pedro Porras tras que la pareja de inmigrantes alemanes Hilde y Eugene Weilbauer donaran su colección de piezas arqueológicas a la universidad, debido a esto el museo lleva su nombre. Aunque la piezas de los Weilbauer no son las únicas, ya que también hay piezas de la colección de Pedro Porras.
Es un museo temático del Ecuador Precolombino con énfasis en las investigaciones del fundador del museo, el Padre Pedro Porras. La exposición está ordenada según los distintos períodos de la prehistoria ecuatoriana, iniciando con el período paleoindio, continua con el formativo, el período de desarrollo regional y finalmente el período de integración.
El museo también cuenta con un espacio adaptado para personas con discapacidad visual, ya que en él se permite tocar los objetos.
|        |
| Sello. |

|                   |
| Pechera de cobre. |

|                  |
| Hachas de cobre. |

|                       |
| Cucharón de cerámica. |

|                                                |
| Miniatura de un hombre que sostiene una lanza. |

|                   |
| Máscara de cobre. |

|                 |
| Máscara de oro. |